# Tylocephalonyx
{{#ifeq:0|0|{{#if:|{{#if:Tylocephalonyxskinneri|[[]}}|}}}}
Tylocephalonyx — вимерлий халікотер з міоцену Північної Америки.

## Опис
Тилоцефалонікс примітний куполоподібною формою черепа. Можливо, він використовував свій «купол» так само, як пахіцефалозаври, хоча немає чітких доказів цьому. Тилоцефалонікс споріднений сучасним коням, носорогам і тапірам.